# Municipio de Millcreek (Indiana)
El municipio de Millcreek (en inglés: Millcreek Township) es un municipio ubicado en el condado de Fountain en el estado estadounidense de Indiana. En el año 2010 tenía una población de 1406 habitantes y una densidad poblacional de 12,64 personas por km².

## Geografía
El municipio de Millcreek se encuentra ubicado en las coordenadas 40°0′13″N 87°15′7″O / 40.00361, -87.25194. Según la Oficina del Censo de los Estados Unidos, el municipio tiene una superficie total de 111.22 km², de la cual 110,61 km² corresponden a tierra firme y (0,55 %) 0,61 km² es agua.

## Demografía
Según el censo de 2010, había 1406 personas residiendo en el municipio de Millcreek. La densidad de población era de 12,64 hab./km². De los 1406 habitantes, el municipio de Millcreek estaba compuesto por el 98,22 % blancos, el 0,21 % eran amerindios, el 0,21 % eran de otras razas y el 1,35 % eran de una mezcla de razas. Del total de la población el 1,56 % eran hispanos o latinos de cualquier raza.